# Schüttgelb
Schüttgelb eller bärgult betecknar gula färglacker beredda av till exempel reseda eller brakvedsbär. De är kända i Sverige sedan 1500-talet och var ganska vanliga i 1700- och 1800-talens allmogemåleri. Färglack tillverkat av reseda har i den internationella pigmentdatabasen Colour Index-namnet Natural Yellow 2 (NY2) och nummer C.I. 75580 och 75590, färglacker på brakvedsbär har beteckningen NY14 (75440), medan andra gula färglacker har andra nummer i serien NY (Natural Yellow).